# Johan Oskar Backlund
Johan Oskar Backlund (28. dubna 1846 – 28. srpna 1916) byl švédský astronom, který se zabýval především nebeskou mechanikou. V Rusku je známý pod jménem Oskar Andrejevič Baklund (rusky Оскар Андреевич Баклунд).
Od roku 1872 působil v Rusku, byl členem Petrohradské AV (1881 člen korespondent, 1883 akademik), od roku 1895 byl ředitelem observatoře v Pulkově. Byl jeden z prvních, kteří získali přesné hodnoty hmotnosti Merkuru a Venuše.